# 3か月英会話
『3か月英会話』（さんかげつえいかいわ）は、1994年4月4日から2001年3月29日まで放送されたNHK教育テレビの英語教育番組である。

## 概要
3か月ごとにテーマと講師が変わる。つまり、28のテーマが放送されたことになる。姉妹番組として、人気シリーズを再放送する『アンコール・3か月英会話』も放送された。
- テキスト：300円→320円（1996年4月 - ）→350円

## 放送時間
1994年度
- 本放送：月曜日 22:40 - 23:00
- 再放送：木曜日 7:00 - 7:20、13:35 - 13:55

1995年度
- 本放送：木曜日 7:00 - 7:20
- 再放送：木曜日 13:35 - 13:55、翌月曜日 23:10 - 23:30

1996、97年度
- 本放送：木曜日 7:00 - 7:20
- 再放送：木曜日 13:40 - 14:00、翌月曜日 23:10 - 23:30

1998年度
- 本放送：木曜日 7:00 - 7:20
- 再放送：木曜日 12:30 - 12:50、翌月曜日 23:45 - 24:05

1999、2000年度
- 本放送：木曜日 7:10 - 7:30
- 再放送：木曜日 12:30 - 12:50、翌月曜日 24:00 - 24:20

## 各テーマの内容
1994年度
- 1994年4月 - 6月：初めての海外旅行
オーストラリア旅行に出かけた日本人女性のコミュニケーションを描いた作品。
  - 講師：中山幸男
  - ゲスト：キンバリー・フォーサイス、エリック・ケルソー
  - スキット・ゲスト：守下公子
- 1994年7月 - 9月：やさしいスピーチ
1999年4月 - 6月に「アンコール・3か月英会話」で再放送された。
  - 講師：松本茂
  - アシスタント：アン・ラゾー

1995年度
- 1995年4月 - 6月：会話のやさしいテクニック
  - 講師：見上晃
  - アシスタント：マリカ・デイビス（Marika Davis）
- 1995年7月 - 9月：おしゃれに話そう
日本語を話す出演者がいなかった作品。
  - 講師：アン･スレイター
- 1995年10月 - 12月：ニュースで学ぶ
ABCや、BBCなどのニュースを理解するための講座。
  - 講師：小野田榮
  - アシスタント：リサ･シシド
- 1996年1月 - 3月：中高年からの挑戦―海外旅行編
田中一郎・よし子さん夫婦は、ハワイに旅行に行き、そこで、知人に会い、いろいろなところへ観光するストーリー。ちなみに、このシリーズは、NHK出版から、ビデオ（ミニテキストブックつき）で定価3,398円+税で発売された。
  - 講師：田辺洋二
  - アシスタント：ロレイン･ジョイス・ラインボールド

1996年度
- 1996年4月 - 6月：アメリカ･サウス紀行
アトランタなどの、アメリカ南部の都市を巡りながら、南部独特の文化を紹介する講座。
- 1996年7月 - 9月：旅のトラブル The Most Unfortunate Tourists
鈴木一朗（本田次布）・花子（尾上明代）夫妻が、アメリカ旅行中に、いろいろなトラブルに巻き込まれ、それを必要最小限の英語でピンチを切り抜けるストーリー。
  - 講師：ケイト・エルウッド
- 1997年1月 - 3月：日本文化ふるさと便
ビルは奈美（江黒真理衣）に案内されながら長野県旅行し日本文化を体感する。番組の最後でグレッグ・アーウィンによる日本童謡の英語版が披露された。
  - 講師：松本茂
  - アシスタント：ヒロコ・グレース

1997年度
- 1997年4月 - 6月：旅のトラブル'97
大矢さんは、オレゴン州のポートランドでホームステイしている娘の洋子さんに会いに行くが、そこで、いろいろなトラブルに巻き込まれるという設定。
  - 講師：ケイト・エルウッド
  - 大矢さん役：大矢兼臣
  - 洋子さん役：中川祐子

1998年度
- 1998年4月 - 6月：落語家ビルくんのにっぽん再発見
  - 講師：ビル・クラウリー
  - アシスタント：江黒真理衣
- 1998年10月 - 12月：英語の中の20世紀
20世紀の重要人物の映像を振り返るコーナーだった。
  - 講師：平野次郎
  - アシスタント：桐谷エリザベス
- 1999年1月 - 3月：体当たり英語塾
  - 講師：デイビッド・ワグナー
  - アシスタント：松本祐香

1999年度
- 1998年4月 - 6月：ビルくん西海岸をゆく〜ロサンゼルスからサンフランシスコへ〜
ロサンゼルスからサンフランシスコにかけて存在するテーマパークや学校などを訪問する作品。同枠の作品の中では最も多く再放送される（「アンコール3か月英会話」でも2回放送される）。
  - 講師：ビル・クラウリー
  - アシスタント：江黒真理衣
- 1999年7月 - 9月：おしゃべりEメール 〜インターネット英語活用術〜
英語でのメールのやり取りを教えながら、インターネットについて学習できる講座だった。
  - 講師：寺内正典（英語担当）、高田明典（インターネット学習コーナー）
- 1999年10月 - 12月：ハロー・オーストラリア
オーストラリアのとあるレストランを舞台とした作品。ストーリーがやや重い内容であったこともあり[独自研究?]1999年度の作品の中では唯一アンコール放送がされなかった。
  - 講師：早坂信
- 2000年1月 - 3月：小西克哉のインタビューズ・オン・ジャパン
  - 講師：小西克哉

2000年度
- 2000年4月 - 6月：体当たり英語塾2
  - 講師：デイビッド・ワグナー
  - アシスタント：松本祐香
- 2000年7月 - 9月：英会話バトルロイヤル
英語で一つのテーマに対して討論を展開していく講座。
  - 司会：梶原しげる
  - 講師：ジェームズ・バワーズ
- 2000年10月 - 12月：ニュースで学ぶ 〜from NHK NEWSWATCH〜
NHKの国際放送で放送される「NHK NEWSWATCH」で取り上げられたニュースの内、2000年に取り上げられたニュースを中心に取り上げた。
  - 講師：鈴木健
  - 司会：木村倫子
- 2001年1月 - 3月：お父さんのビジネス英語 〜すぐに役立つオフィスの英語〜
  - 講師：井洋次郎（いい・ようじろう）
  - 司会：菅原孝（ビリーバンバン）
  - アシスタント：ロビン・ハーダー